# Фредерік Дюма
Фредерік Дюма (фр. Frédéric Dumas; 14 січня 1913 — 26 липня 1991) — французький океанолог, дайвер та кінооператор, піонер підводної зйомки. Працював у Команді Кусто.

## Біографія
Народився 14 січня 1913 у місті Альбі на півдні Франції. З юних років захоплювався підводною риболовлею. У 1937 році познайомився з Жаком Кусто та Філіпом Тайле. У 1942 році Фредерік знявся у фільмі Кусто «Вісімнадцять метрів під водою» (фр. Par dix-huit mètres de fond). З цього часу він неодноразово брав участь у зйомках фільмів Кусто. У 1953 році у співавторстві з Кусто написам книгу «Безмовний світ: історія підводних відкриттів та пригод». Це була їхня перша спільна книга.
Дюма брав участь у випробуванні батискафа FNRS II професора Жака Пікара 1949 року в Дакарі. Він був членом-засновником Морського дослідницького товариства та служив у Раді директорів Товариства.
Після виходу на пенсію присвятив себе підводній археології. Фредерік Дюма помер 26 липня 1991 року в Тулоні у віці 78 років.